# Eustomias kreffti
Eustomias kreffti es una especie de pez de la familia Stomiidae en el orden de los Stomiiformes.

## Morfología
• Los machos pueden llegar alcanzar los 12 cm de longitud total.

## Hábitat
Es un pez de mary de aguas  tropicales que vive hasta 550 m de profundidad

## Distribución geográfica
Se encuentra en el  Atlántico.